# Grete Kusber

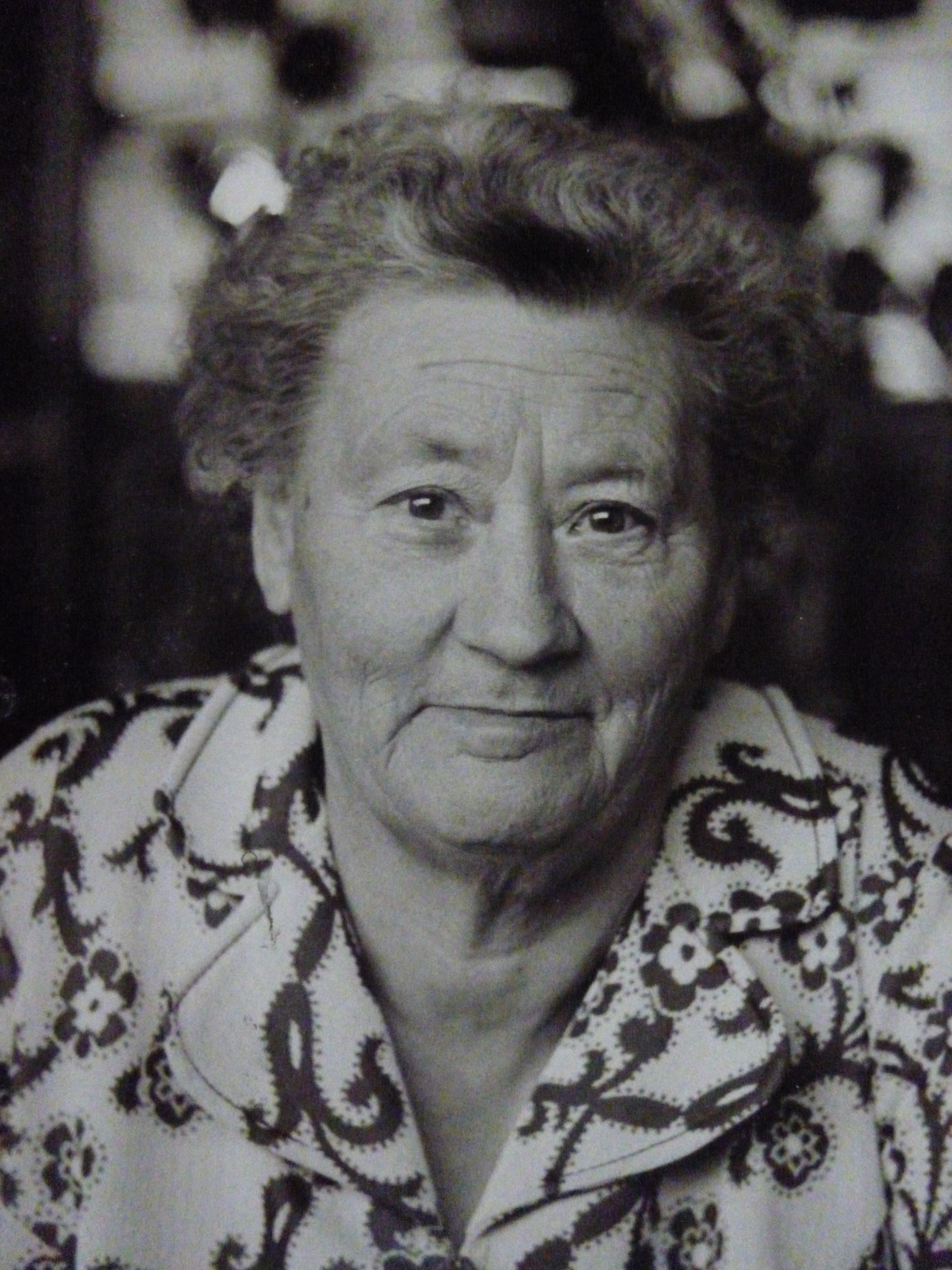
Margarete Irmgard Kusber

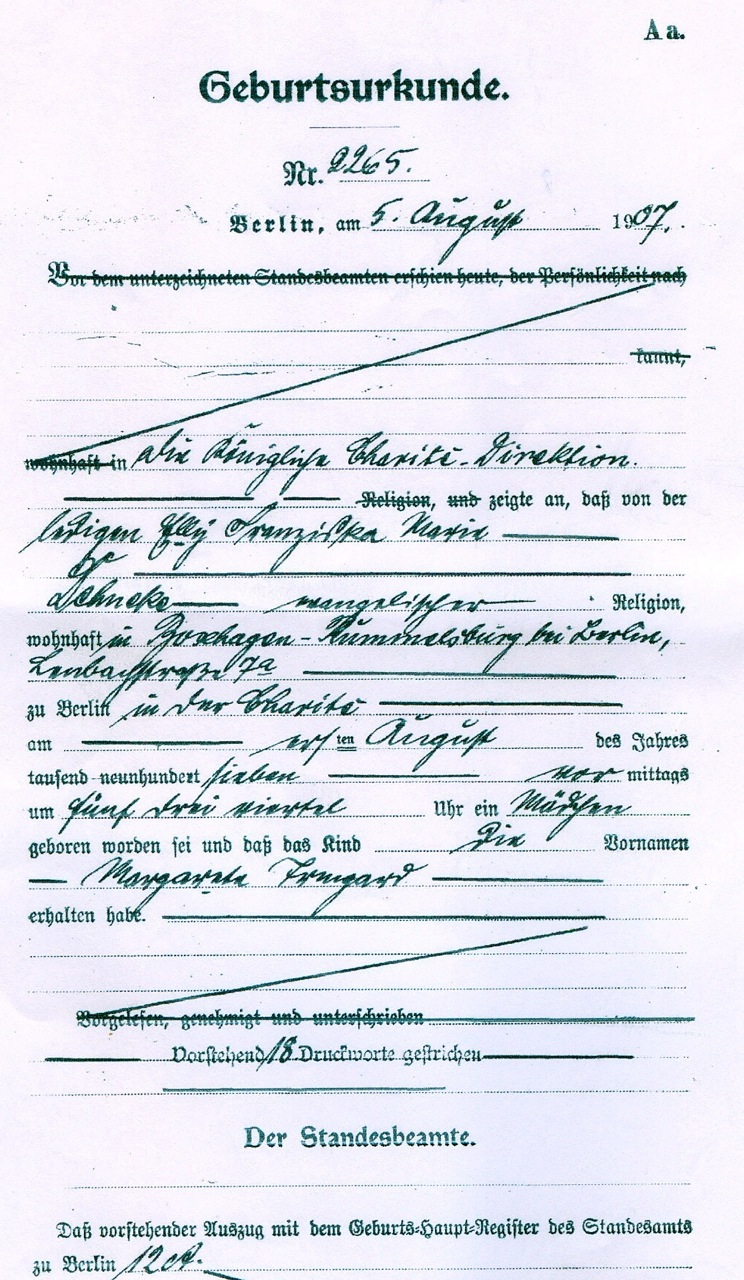
Geburtsurkunde

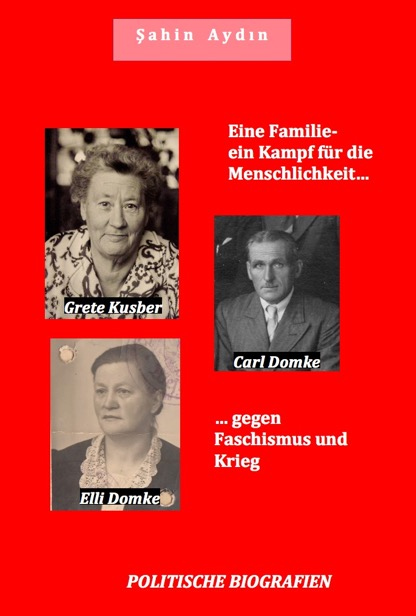
Broschüre von Sahin Aydin

Margarete Irmgard Kusber (* 1. August 1907 in Berlin als Margarete Irmgard Dehneke; † 31. Oktober 1987 in Gronau (Westf.)) war eine Widerstandskämpferin gegen den Nationalsozialismus.

## Leben

### Kindheit und Jugend
Margarete Kusber kam am 1. August 1907 als Tochter von Carl Schmerzenreich-Domke und seiner Frau Elli Domke (geborene Dehneke) in Berlin zur Welt. Sie besuchte die Volksschule in Dortmund. 1922 zog ihre Familie nach Gronau/Westfalen.
Dort arbeitete sie zunächst bei dem Geheimrat Gerrit van Delden als Hausmädchen und war später, ab dem Jahre 1924, als Textilarbeiterin beschäftigt. Kusber war bei einem Pfarrer der Evangelischen Kirche beschäftigt. Später kam es zu einem Zerwürfnis mit der Kirche, woraufhin sie am 28. März 1931 aus der Kirche austrat.

### Beginn der politischen Aktivität und Widerstand gegen den Nationalsozialismus
Kusber war 1930 in die Kommunistische Partei Deutschlands (KPD) eingetreten. In den Jahren 1933 bis 1936 verrichtete Grete Kusber mehrmals monatlich Kuriergänge an und über die deutsch-niederländische Grenze. Sie beförderte Koffer mit ihr unbekanntem Inhalt mit einem Kinderwagen per Zug über die Strecke Gronau-Enschede nach Deutschland. Dieser Kurierdienst über die Grenze bedeutete in der Zeit des Nationalsozialismus eine ständige Lebensgefahr. Das Material aus den Niederlanden wurde von Grete Kusber an ihr unbekannte Personen im Ruhrgebiet weitergeleitet. Hierbei war der Gronauer Rudi Steffens ihr Verbindungsmann.
Kusber brachte viele Flüchtlinge, die aus Wuppertal kamen, über die Grüne Grenze in die Niederlande Dies geschah über den Grenzort Overdinkel und von dort aus weiter nach Amsterdam. Am 7. Juli 1936 erfuhr Grete Kusber bei einer ihrer Aktionen in Enschede von der Verhaftung der Verbindungsleute im Ruhrgebiet und blieb zunächst in Enschede. Später floh sie nach Amsterdam, wo sie weiterhin politisch aktiv gegen die NS-Herrschaft arbeitete. Von 1936 bis 1940 war sie dort im niederländischen Widerstand tätig. Während ihres Aufenthaltes in Amsterdam wohnte sie illegal bei der Familie Beelman.
Grete Kusber holte ihr tägliches Abendbrot von einer sogenannten „Essenausgabestelle“, wobei immer ihre Personalien aufgenommen wurden. Die Familie Beelman und der „Rote Zirkel“ warnten sie davor, dass an dieser Stelle oft gesuchte Personen aufgegriffen wurden. Sie lebte unter dem Namen Maria Beelman und war aktiv in der Kommunistischen Partei der Niederlande (CPN). Grete Kusber schlug die Warnungen in den Wind und wurde festgenommen. Sie wurde ausgewiesen und am 25. Juni 1940 durch die Gestapo nach Hamm gebracht. Am 9. Januar 1941 wurde sie schließlich entlassen.

### Nachkriegszeit
Von 1941 bis zu ihrem Tode am 31. Oktober 1987 war sie weiterhin in der Arbeiterbewegung und in antifaschistischen Organisationen aktiv. Zum Beispiel Nooit-Meer – Nie Wieder e. V., Roten Hilfe e. V., DFD -Demokratischer Frauenbund Deutschlands, Vereinigung der Verfolgten des Naziregimes (VVN), Deutsche Kommunistische Partei, AWO-Gronau, GH (Gemeinschaftshilfe-Freier  Wohlfahrtsverband e. V.), Gewerkschaft Textil-Bekleidung.

## Ehrungen
Am 29. April 2015 wurde zu Ehren ihres mutigen Verhaltens in Gronau ein Stolperstein verlegt.
Am 17.082020 hatte der Fachausschuss für Verkehr, Umwelt, Energie und Tierschutz auf Antrag des Kurdisch-Deutschen Freundschaftskreises Münsterland  e. V. einstimmig beschlossen, den Platz in der Morgensternsiedlung nach Grete Kusber zu benennen.

## Film
- Gronau: 29. April 2015, Stolpersteine, Grete Kusber,Carl Domke,Ell Domke, Widerstand auf youtube